# Serbia y Montenegro en el Festival de la Canción de Eurovisión
Serbia y Montenegro fue un país balcánico que participó en el Festival de la Canción de Eurovisión en dos ocasiones desde 2004. En ambas obtuvo posiciones dentro del TOP-10 en la final: el segundo puesto del serbio Željko Joksimović en 2004, y el séptimo lugar de los montenegrinos No Name en 2005.

## Historia
Serbia y Montenegro comenzaron su participación en el Festival de la Canción de Eurovisión como parte de la República de Yugoslavia, que participó 27 veces entre 1961 y 1992. Por lo general, las canciones de Yugoslavia terminaban a la mitad de las tablas de resultados. No obstante, hubo ocasiones que tuvo un mejor desempeño: tuvo tres cuartos puestos e, incluso, ganó el Festival de Eurovisión de 1989 con el grupo Riva y «Rock Me». Sin embargo, la banda no venía de Serbia sino de Croacia; por tanto, el Festival de la Canción de Eurovisión 1990 no tuvo lugar en Belgrado (la capital federal), sino en Zagreb.
Después de la desintegración de Yugoslavia en 1992, los nuevos estados se integraron al Festival de la Canción de Eurovisión de manera independiente. Eslovenia, Croacia y Bosnia y Herzegovina hicieron su debut en Festival de la Canción de Eurovisión 1993, mientras que la Antigua República Yugoslava de Macedonia (actual Macedonia del Norte) lo hizo en 1998. Serbia lo hizo en el 2004, junto con Montenegro cuando cambió la descripción de la República Federal de Yugoslavia a la confederación de Serbia y Montenegro.
Serbia y Montenegro tuvieron un buen debut con la canción «Lane Moje» del cantante serbio Željko Joksimović. En esa ocasión, lograron calificar a la final y quedar en segundo lugar, sólo detrás de Ruslana y «Wild Dances». El éxito de la canción aseguró un lugar para Serbia y Montenegro en la final del 2005, cuando la banda montenegrina No Name obtuvo el séptimo puesto.
En el año 2005 la estructura de Evropesma fue modificada. En el 2004 hubo una final nacional con cuatro candidatos seleccionados en la preselección serbia, Beovizija, mientras que los otros candidatos fueron seleccionados directamente. Sin embargo, en el 2005, los montenegrinos organizaron su propia final, Montevizija, cuyos primeros doce lugares competirían contra los doce mejores de Beovizija para elegir al representante en Eurovisión. El sistema de puntuación también tuvo que ser cambiado. El televoto no serviría como método de selección ya que Serbia tiene una población mucho más grande que Montenegro, por tanto tendría más influencia. Teniendo esto en mente, el televoto sólo constituyó 1/9 de la nota final de los artistas, los otros 8/9 estaban en manos de jueces de ambos países, cuatro de Serbia y cuatro de Montenegro. Aunque este arreglo pareció estable y justo al principio, en la práctica probó ser ineficaz ya que se generó inconformidad en ambas naciones cuando los jueces montenegrinos no le dieron ningún punto a los artistas serbios, mientras que los jueces serbios sí le dieron puntos a los montenegrinos. El resultado fue que Jelena Tomašević, serbia y la favorita del público con "Jutro", perdió ante el grupo montenegrino No Name. Aunado a esto, primero se anunció que la banda había ganado el televoto, aunque más adelante se dieron indicios de que este había sido manipulado. Al final, No Name representó a Serbia y Montenegro en el Festival de la Canción de Eurovisión con "Zauvijek Moja". El grupo logró reunir 137 puntos.
Debido al buen resultado de No Name, Serbia y Montenegro tenían un lugar asegurado en la final del 2006. Al igual que el año anterior, el proceso de selección en Evropesma dio problemas. Los jueces montenegrinos volvieron a darle todos sus puntos a sus connacionales, bloqueando las oportunidades serbias. Al final de la edición, No Name fue anunciado como el ganador, una vez más, sin embargo en esta ocasión no ganó en el televoto. La situación del momento provocó grandes protestas por parte de los serbios, a tal grado que al momento de terminar el espectáculo el auditorio estaba prácticamente vacío. El público que quedaba abucheó al grupo No Name cuando estos fueron anunciados como ganadores y los llevó a que se negaran a cantar su canción "MojaLjubavi" al final. El grupo serbio Flamingosi, el segundo lugar, tuvo que salir al escenario para cerrar el programa.
La radiodifusora RTS se negó a reconocer a No Name como el ganador y por tanto no quería enviarlos. RTS diseñó una nueva propuesta con diez candidatos para una nueva final pero ésta no fue aceptada por RTCG. Para los montenegrinos, una nueva edición de Evropesma, cuyo ganador fuera seleccionado solo por televoto, era una causa perdida. Ambas televisoras no lograron llegar a un acuerdo y se decidió retirarse de la competencia en Atenas. El 20 de marzo del 2006 el país hizo oficial su retiro, y, aunque según las reglas de la UER ya había pasado la fecha para poder hacer, ambos países retuvieron su derecho a emitir televotos en la semifinal y en la final.
El 21 de mayo de 2006, un día después del Festival de la Canción de Eurovisión, se decidió por medio de un referendo que Montenegro sería independiente. El 3 de junio, se declaró la independencia y el final de la confederación de Serbia y Montenegro. En el 2007, Serbia y Montenegro se presentaron como países independientes, ambos teniendo que calificar desde la ronda semifinal. Montenegro sólo logró el 23.er lugar y por tanto no calificó. Por otro lado, Serbia sí tuvo éxito; Marija Šerifović obtuvo el 1.er lugar de la semifinal con mucha ventaja, y fue declarada como vencedora dos días después, durante la final. Serbia es el segundo país en la historia del Eurovisión que obtiene la victoria el año de su debut. Debido a esta victoria, el Festival de la Canción de Eurovisión 2008 tuvo lugar en Belgrado.

## Participaciones
Leyenda
     Ganador
     Segundo puesto
     Tercer puesto
     Cuarto o quinto puesto (Top 5)
     Último puesto
| Año  | Sede     | Artista           | Canción                         | Final    | Pts.     | Semifinal               | Pts.                    |
| ---- | -------- | ----------------- | ------------------------------- | -------- | -------- | ----------------------- | ----------------------- |
| 2004 | Estambul | Željko Joksimović | «Lane moje» (Лане моје)         | 2        | 263      | 1                       | 263                     |
| 2005 | Kiev     | No Name           | «Zauvijek moja» (Заувијек моја) | 7        | 137      | Top 12 del año anterior | Top 12 del año anterior |
| 2006 | Atenas   | No Name           | «Moja ljubavi» (Моја љубави)    | Retirado | Retirado | Retirado                | Retirado                |

En 1992 el país se presentó bajo el nombre de Yugoslavia, pero el área representada era la de Serbia y Montenegro.
En 2006, debido a la polémica creada a causa de la mala elección del representante, y tras no llegar a ningún acuerdo con este, la televisión pública decidió retirarse de la edición. Aun así, la UER les permitió votar en la final. Durante las votaciones, la portavoz dijo "como saben, este año no enviamos canción. Pero, el año siguiente, les daremos la mejor", comentario considerado profético ya que, en 2007, Serbia (en su debut como país independiente) ganó el Festival.

## Votación de Serbia y Montenegro
Serbia y Montenegro se retiró del 2006, pero se le permitió votar. Entre 2004 y 2006, la votación de Serbia y Montenegro fue:
| Más puntos otorgados solo en la gran final | Más puntos otorgados solo en la gran final | Más puntos otorgados solo en la gran final |
| Pos.                                       | País                                       | Puntos                                     |
| ------------------------------------------ | ------------------------------------------ | ------------------------------------------ |
| 1                                          | A.R.Y. Macedonia                           | 27                                         |
| 2                                          | Croacia                                    | 25                                         |
| 2                                          | Grecia                                     | 25                                         |
| 4                                          | Bosnia y Herzegovina                       | 22                                         |
| 5                                          | Albania                                    | 16                                         |

| Más puntos otorgados en semifinales y final | Más puntos otorgados en semifinales y final | Más puntos otorgados en semifinales y final |
| Pos.                                        | País                                        | Puntos                                      |
| ------------------------------------------- | ------------------------------------------- | ------------------------------------------- |
| 1                                           | A.R.Y. Macedonia                            | 59                                          |
| 2                                           | Croacia                                     | 42                                          |
| 3                                           | Bosnia y Herzegovina                        | 41                                          |
| 4                                           | Grecia                                      | 35                                          |
| 5                                           | Ucrania                                     | 25                                          |

| Más puntos recibidos solo en la gran final | Más puntos recibidos solo en la gran final | Más puntos recibidos solo en la gran final |
| Pos.                                       | País                                       | Puntos                                     |
| ------------------------------------------ | ------------------------------------------ | ------------------------------------------ |
| 1                                          | Austria                                    | 24                                         |
| 1                                          | Croacia                                    | 24                                         |
| 1                                          | Suiza                                      | 24                                         |
| 4                                          | Bosnia y Herzegovina                       | 22                                         |
| 4                                          | Eslovenia                                  | 22                                         |

| Más puntos recibidos en semifinales y final | Más puntos recibidos en semifinales y final | Más puntos recibidos en semifinales y final |
| Pos.                                        | País                                        | Puntos                                      |
| ------------------------------------------- | ------------------------------------------- | ------------------------------------------- |
| 1                                           | Austria                                     | 36                                          |
| 1                                           | Croacia                                     | 36                                          |
| 1                                           | Suiza                                       | 36                                          |
| 4                                           | Bosnia y Herzegovina                        | 34                                          |
| 4                                           | Eslovenia                                   | 34                                          |

## 12 puntos
- Serbia y Montenegro ha dado 12 puntos a:

| Año  | País                 |
| ---- | -------------------- |
| 2004 | A.R.Y. Macedonia     |
| 2005 | Croacia              |
| 2006 | Bosnia y Herzegovina |

| Año  | País                 |
| ---- | -------------------- |
| 2004 | A.R.Y. Macedonia     |
| 2005 | Grecia               |
| 2006 | Bosnia y Herzegovina |

## Galería de Imágenes
|                                      |
| Željko Joksimović en Estambul (2004) |